# Calias
Calias (en griego antiguo: Καλλίας, Kallías), también conocido como Calias II, fue un político ateniense del siglo V a. C., nacido hacia el 511 a. C. Era hijo de Hipónico Amón y primo de Arístides. Se casó con Elpinice, hermana de Cimón.
Nació en una familia eupátrida que pretendía descender de Triptólemo, sacerdote de los misterios de Eleusis y fundador de las fiestas eleusinias. Luchó en la batalla de Maratón (490 a. C.) con atuendo sacerdotal. Su hijo Hipónico fue también comandante militar.
Algún tiempo después de la muerte de Cimón, probablemente sobre el 445 a. C., fue enviado a Susa para concluir con el rey aqueménida Artajerjes un tratado de paz, después llamado la paz de Calias, que puso fin definitivamente a las guerras médicas tras la victoria ateniense en Salamina de Chipre. Este tratado de paz reconocía de facto la independencia de las ciudades de Jonia y la preponderancia marítima de Atenas. En todo caso, la misión de Calias no parece haber sido un éxito: a su regreso a Atenas fue acusado de alta traición, por haber aceptado sobornos, y estuvo a punto de ser sentenciado a muerte, aunque la sentencia quedó en una multa de cincuenta talentos.
Calias fue también el principal negociador ateniense, probablemente siguiendo las consignas de Pericles, de la paz de los Treinta Años, concluida en 446 a. C. entre Esparta y Atenas. Esta paz permitió a Atenas mantener su hegemonía al precio de importantes concesiones (pérdida de Acaya, de Mégara, y reconocimiento de la hegemonía tebana sobre Beocia).